# Emanuele Muzio
Emanuele Muzio, all'anagrafe Donnino Emanuele Muzio, (Zibello, 24 agosto 1821 – Parigi, 27 novembre 1890), è stato un compositore e direttore d'orchestra italiano, allievo e amico di Giuseppe Verdi.

## Biografia

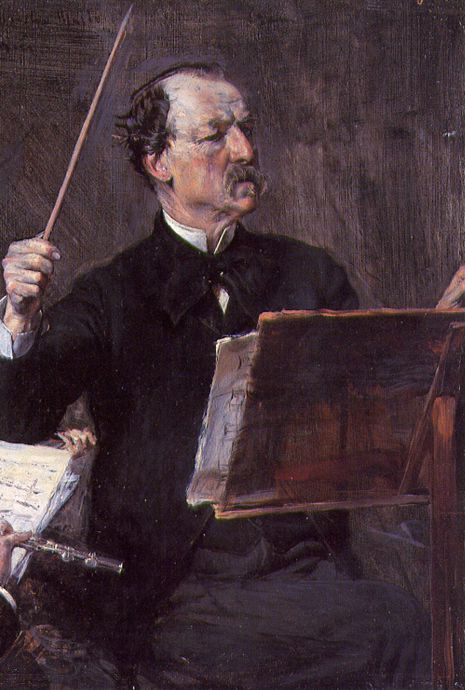
Emanuele Muzio in un ritratto di Giovanni Boldini

Trasferitosi con la famiglia a Busseto nel 1826, frequentò da bambino la locale scuola di musica diretta da Ferdinando Provesi. Ivi conobbe Giuseppe Verdi, all'epoca assistente del Provesi, e Antonio Barezzi che lo prese a benvolere aiutandolo ad ottenere il posto di organista supplente. Nel 1843, sempre grazie ai buoni uffici del Barezzi, conseguì una borsa di studio per potersi perfezionare in composizione a Milano avendo come maestro lo stesso Verdi, con cui visse in stretto contatto per alcuni anni. In quell'epoca Muzio maturò nei confronti del bussetano un'ammirazione reverenziale e un affetto che sarebbero durati per tutta la vita. Verdi ne apprezzò le doti umane e professionali e nel 1847 lo utilizzò come assistente nelle prime rappresentazioni di Macbeth, a Firenze e de I masnadieri a Londra. 
Nel 1851 inaugurò il Teatro italiano di Bruxelles con la sua opera prima, Giovanna la Pazza, che riscosse un certo successo, cui fecero seguito altre tre opere, tutte rappresentate su piazze italiane (Milano e Bologna) ed accolte abbastanza favorevolmente dal pubblico. Muzio preferì tuttavia abbandonare per sempre la composizione (1858) per potersi dedicare interamente alla direzione d'orchestra, facendosi conoscere ed apprezzare sia in Italia che all'estero (Gran Bretagna, Francia e vari paesi americani). 
Durante un suo soggiorno negli Stati Uniti contrasse matrimonio con la cantante statunitense Lucy Simons. L'unione, celebrata nel 1863, non fu felice e si concluse a Parigi una decina di anni più tardi con la separazione legale dei coniugi. 
Agli inizi degli anni settanta dell'Ottocento gli venne affidata la direzione del Théâtre-Italien (o Théâtre des Italiens) di Parigi, fra le più antiche e prestigiose istituzioni liriche francesi. L'incarico fu svolto dal Muzio fino alla chiusura definitiva del Teatro, che ebbe luogo nel 1878. Accompagnò Verdi nella tournée organizzata in vari paesi europei per far conoscere la Messa di requiem, sostituendo spesso il suo ex-maestro ed amico nella direzione orchestrale. Ritiratosi definitivamente a Parigi si dedicò all'insegnamento del canto (fra le sue allieve vi fu anche Adelina Patti). Pochi mesi prima di morire (1890) nominò Verdi suo esecutore testamentario. Ad Emanuele Muzio è dedicato un monumento nel piazzale della Casa di riposo Dagnini a Zibello ed è intitolata la medesima Corale zibellina.

## Il compositore e direttore d'orchestra
Pur essendo considerato un «...compositore discreto...», Emanuele Muzio non è mai veramente entrato con le sue opere (Claudia (1853), Le due regine (1856) e La Sorrentina (1857), oltre alla già citata Giovanna la Pazza del 1851) nel grande repertorio lirico italiano e internazionale, venendo presto dimenticato come autore melodrammatico. Egli stesso, forse influenzato anche da alcune critiche sfavorevoli, preferì, sul finire degli anni cinquanta dell'Ottocento, abbandonare la composizione per dedicarsi interamente alla direzione orchestrale trovandola più congeniale al proprio temperamento. In tale attività espresse il meglio di se stesso, e tuttora viene ricordato come «...uno dei migliori direttori d'orchestra della sua generazione...», particolarmente apprezzato nel repertorio verdiano. Verdi stesso ne era consapevole e non mancò di avvalersi ripetutamente dei servigi dell'amico, valorizzandone nel contempo le doti di grande interprete della propria drammaturgia. Nella prima assoluta francese di Aida, rappresentata al Théâtre des Italiens nel 1873, Verdi, che aveva diretto l'opera in prima serata, chiese di essere sostituito da Muzio nelle successive rappresentazioni. Tre anni più tardi, nello stesso teatro, allorché si fece conoscere al pubblico francese La forza del destino (1876), Giuseppe Verdi accettò di contribuire a curarne l'allestimento a condizione che a dirigerla fosse il suo allievo di un tempo. Fu sempre Verdi, come già si è accennato, a volerlo al suo fianco nella tournée europea della Messa di Requiem affinché potesse alternarsi con lui nella direzione orchestrale. Solo la morte di Muzio pose per sempre fine a una collaborazione, e un'amicizia, durata quasi cinquant'anni, gettando Verdi nel più cupo sconforto.

## Opere liriche
- Giovanna la Pazza, libretto di Luigi Silva, Teatro italiano, Bruxelles, 1851
- Claudia, libretto di Giulio Carcano, Teatro Re, Milano, 1853
- Le due regine, libretto di Giovanni Peruzzini, Teatro della Cannobiana, Milano, 1856
- La Sorrentina, libretto non firmato (forse dello stesso Muzio o di Giulio Carcano), Teatro comunale, Bologna, 1857 con Raffaele Mirate